# الأكاديمية الملكية العسكرية (مكناس)
الأكاديمية الملكية العسكرية بمكناس هي الأكاديمية الخاصة بتقديم التكوين الأساسي لضباط القوات البرية بالقوات المسلحة الملكية المغربية، تصنف من أقدم وأرقى الكليات العسكرية بإفريقيا، حيث بنيت الأكاديمية كحامية عسكرية في الأصل من قبل السلطان سيدي محمد بن عبد الله حفيد السلطان مولاي إسماعيل بين عامي 1760 و1775 وكان المهندس المعماري للقصر على الأرجح اعتنق الإسلام والمعروف باسم الحسن إيلج إنجليزي.
تم هجر القصر في وقت لاحق بعد النهب الذي حدث خلال فترة عدم الاستقرار السياسي في المغرب، والمعروفة باسم «سيبا»، في عهد "السلطان سيدي عبد الرحمن" ، ثم استخدم المبنى كمستودع غذائي وترسانة، ثم أصبح ثكنة عسكرية سميت كاشلا من تابور حربة "السلطان مولاي حسن" الأول ثم أصبحت مدرسة الضباط المدربين المغاربة تم تدريبهم من قبل البعثة الفرنسية.. وقد تم استعمالها أيضا من طرف الجنرال الفرنسي هوبير ليوطي سنة 1918 بمدينة مكناس تحت اسم أكاديمية «دار البيضاء العسكرية».
كان الهدف منها هو تكوين ضباط مغاربة مؤهلين لقيادة الجنود المغاربة الذين يحاربون تحت الراية الفرنسية والذين كانو يحصلون على وظائف إدارية بالمغرب تحت الحماية الفرنسية حال إنهائهم للخدمة العسكرية.
وفي سنة 1961 أي بعد 5 سنوات من حصول المغرب على الاستقلال تم تحويل إسمها من أكاديمية دار البيضاء العسكرية إلى الأكاديمية الملكية العسكرية.

## التكوين
يدوم التكوين بالأكاديمية الملكية العسكرية 4 سنوات ويتم في إحدى الشعب التالية: العلوم والتقنيات، العلوم القانونية، اللغة الإنجليزية واَدابها ويحصل الطالب الناجح بعدها على شهادة الدراسات الجامعية والعسكرية وعلى رتبة ملازم ثاني في الجيش المغربي.

## خريجو الأكاديمية الملكية العسكرية
تخرج من هذه الأكاديمية عدد كبير من الشخصيات العسكرية المغربية والإفريقية منهم:
- محمد أوفقير
- محمد المدبوح
- أحمد الدليمي
- أحمد مرزوقي
- أمحمد أعبابو
- إدريس بنعمر العلمي
- البكاي بن مبارك الهبيل
- رئيس موريتانيا محمد ولد عبد العزيز
- رئيس النيجر السابق سالو جيبو